# Gunnar Lindgren (jurist)
Carl-Gunnar Ossian Lindgren, född 10 januari 1915 i Åbo, död 20 april 1974, var en finländsk jurist.
Lindgren var son till affärsman Karl Ossian Lindgren och Astrid Granberg. Han blev student 1933, ekonom 1941, avlade högre rättsexamen och blev juris kandidat 1946 samt vicehäradshövding 1949. Han innehade agenturaffär i Jyväskylä 1937–1938, var notarie i Piippola domsaga 1947–1949, vid Vasa hovrätt 1949, biträdande fiskal 1950–1954, fiskal 1955–1956, assistent vid Östra Finlands hovrätt 1957, hovrättsråd av lägre löneklass 1957 samt var häradshövding i Muhos domsaga 1957–1960 och i Ijo domsaga från 1961.
Lindgren var lärare i svenska vid Haapavesi samskola 1948–1949 och biträde vid Teo Pöytäniemis advokatbyrå i Vasa 1949–1954. Han var sekreterare i Vasa kyrkofullmäktige 1951–1956, i kyrkostyrelse och församlingens byggnadskommitté 1951–1957, ombudsman för Vasa handelskammare 1953–1957 och viceordförande i kyrkoförvaltningsnämnden i Muhos församling 1958–1961.